# آبنگ جوهری اوپنگ
آبنگ جوهری اوپنگ (انگلیسی: Abang Abdul Rahman Johari Abang Openg؛ زادهٔ ۴ اوت ۱۹۵۰) سیاستمدار، کارآفرین و مدیر اجرایی اهل مالزی است، که در سال ۲۰۱۷ شرکت پترولیوم ساراواک را تأسیس کرد.